# Daniel Kajmakoski
Daniel Kajmakoski (n. 17 octombrie 1983 în Struga) este un cântăreț și compozitor macedonean care a câștigat primul sezon al X Factor Adria. El a reprezentat Macedonia la Concursul Muzical Eurovision 2015 din Viena, Austria cu piesa „Autumn Leaves”, după ce a câștigat Festivalul de la Skopje 2014.

## Single-uri
- 2009 "Nezna ko princeza"
- 2013 "Sloboda" (feat. Toni Zen)
- 2014 "Skopje-Beograd" (feat. Željko Joksimović)
- 2014 "Autumn Leaves"/"Lisja esenski"
- 2014 "Ne mogu protiv srca svog"
- 2014 "Sekoj" (feat. Zlatno Slavejce)
- 2014 "Za mig " (feat. Tamara Todevska)
- 2015 "Carry The Flame"

## Legături externe
- Danielkajmakoski.mk Arhivat în 22 mai 2015, la Wayback Machine.